# Casazza (metropolitana di Brescia)
Casazza è una fermata della metropolitana di Brescia a servizio del quartiere omonimo.

## Storia
La stazione fu inserita nei primi studi di fattibilità della linea metropolitana stesi nella primavera del 1987 dall'ASM Brescia, come capolinea settentrionale. Nei progetti successivi, il capolinea nord fu spostato all'altezza del confine del comune di Concesio, ma Casazza rimase come fermata al servizio sia del quartiere omonimo sia del flusso di traffico proveniente da Nave e Caino: per questo fu posizionata sul tracciato in viadotto all'incrocio fra l'ex statale delle Tre Valli e la ex statale del Caffaro. Nel 2003, in sede di Valutazione di impatto ambientale (VIA), il percorso fu convertito in trincea coperta, ma l'impianto mantenne comunque la sua posizione strategica.
Fu inaugurata il 12 gennaio 2013, nell'ambito di una serie di cerimonie in cui le singole fermate della metropolitana furono mostrate al pubblico prima dell'effettivo inizio del servizio metropolitano. Fu quindi aperta al servizio pubblico il 2 marzo seguente, come il resto della linea.

## Strutture e impianti
La fermata si trova lungo il tracciato in trincea coperta, ma ha la particolarità di avere una struttura molto più simile alle stazioni profonde che a quelle in trincea. È stata costruita su tre livelli: sul piano stradale si trovano cinque lucernari a forma piramidale che forniscono la luce naturale al piano banchina a 11 m di profondità. L'ingresso è unico, sotterraneo, posto sul secondo livello in direzione del complesso commerciale e amministrativo Futura. Le banchine sono collegate all'atrio d'ingresso grazie a due rampe di scale mobili e da due linee di ascensori. La struttura complessiva, comprendente anche la piazza aperta del complesso Futura, è stata concepita per essere al centro di un palcoscenico della cavea di un teatro. Come in tutte le altre stazioni della metropolitana, sono presenti le porte di banchina, che impediscono ai viaggiatori di accedere ai binari in assenza del treno.

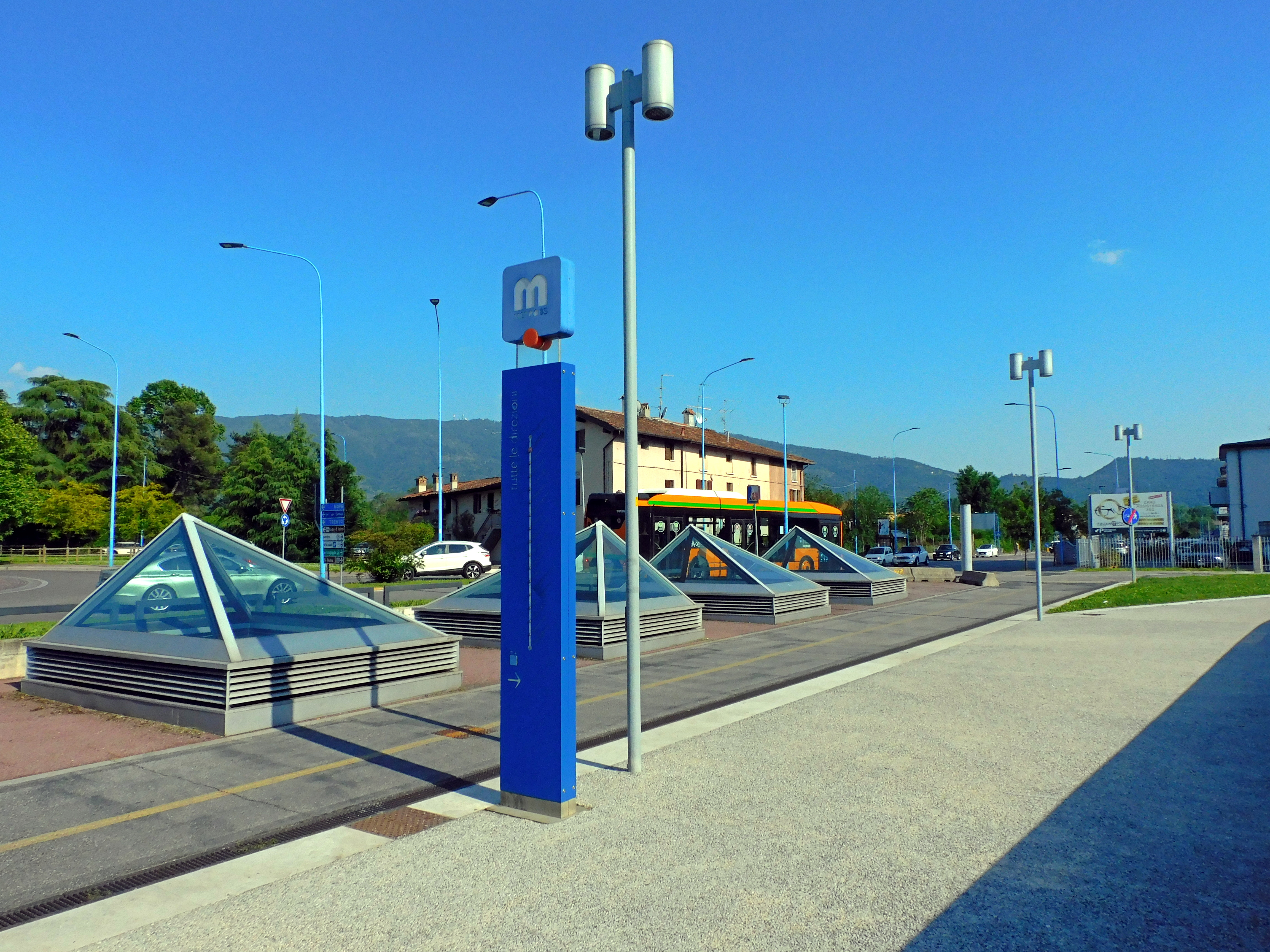
Il piano stradale della fermata di Casazza

## Servizi
La stazione dispone di:
- Biglietteria automatica

## Interscambi
- Fermata autobus